# Неповнозубі
Неповнозубі (Xenarthra) — надряд ссавців, що мешкають в Південній, Північній та Центральній Америці. Включають 6 сучасних родин і 38 сучасних видів. Найбільшим сучасним представником неповнозубих є мурахоїд великий (Myrmecophaga tridactyla).

## Еволюційна історія
Неповнозубі виникли в Південній Америці у часи палеоцену ≈ 59 Ma. Вони еволюціонували та диверсифікувалися в Південній Америці протягом тривалого періоду ізоляції континенту на початку і в середині кайнозойської ери. Вони поширилися на Антильські острови до початку міоцену і, починаючи приблизно з 3 Ma поширилися в Центральній і Північній Америці як частина Великого американського обміну. Майже всі неповнозубі, на які раніше була багата мегафауна, вимерли в кінці плейстоцену.

## Особливості
Назва Xenarthra походить від дав.-гр. ξένος — «дивний, незвичайний» і ἄρθρον — «суглоб», що стосується до їхніх хребцевих суглобів, які мають додаткові артикуляції, які не схожі на інших ссавців. Сіднична кістка таза також зрощена з крижами хребта. Зуби неповнозубих теж унікальні. Неповнозубих часто вважають одними з найпримітивніших плацентарних ссавців. Неповнозубі мають найнижчий рівень метаболізму серед звірів.

## Склад надряду
ряд Лінивцеподібні (Pilosa)
підряд Мурахоїди (Vermilingua)
- Мураховцеві (Cyclopedidae) — 1 рід, 7 видів
- Мурахоїдові (Myrmecophagidae) — 2 роди, 3 види

підряд Лінивці (Folivora)
- †Megalocnidae

надродина Megatherioidea
- Лінивцеві (Bradypodidae) — 1 рід, 4 види
- †Мегалоніксові (Megalonychidae)
- †Megatheriidae
- †Nothrotheriidae

надродина Mylodontoidea
- Choloepodidae (syn. Choloepidae) — 1 рід, 2 види
- †Mylodontidae
- †Scelidotheriidae: ряд Броненосцеподібні (Cingulata)
- Броненосцеві (Dasypodidae) — 1 рід, 8 видів
- Щитоносцеві (Chlamyphoridae) — 8 родів, 14 видів
- †Glyptodontidae
- †Paleopeltidae
- †Pampatheriidae
- †Peltephilidae
- †Protobradydae

## Місце надряду в кладі вищих звірів
|               | Xenarthra                                                           |
|               |                                                                     |
| Boreoeutheria | \| \| Laurasiatheria \| \| \| \| \| \| Euarchontoglires \| \| \| \| |
|               | \| \| Laurasiatheria \| \| \| \| \| \| Euarchontoglires \| \| \| \| |
|               | Laurasiatheria                                                      |
|               |                                                                     |
|               | Euarchontoglires                                                    |
|               |                                                                     |

|  | Laurasiatheria   |
|  |                  |
|  | Euarchontoglires |
|  |                  |

|               | Xenarthra                                                           |
|               |                                                                     |
| Boreoeutheria | \| \| Laurasiatheria \| \| \| \| \| \| Euarchontoglires \| \| \| \| |
|               | \| \| Laurasiatheria \| \| \| \| \| \| Euarchontoglires \| \| \| \| |
|               | Laurasiatheria                                                      |
|               |                                                                     |
|               | Euarchontoglires                                                    |
|               |                                                                     |

|  | Laurasiatheria   |
|  |                  |
|  | Euarchontoglires |
|  |                  |